# Опстанак живих мртваца
Опстанак живих мртваца (енгл. Survival of the Dead) је амерички хорор филм из 2009. режисера Џорџа Ромера, са Аланом ван Спрангом, Кенетом Велшом, Кетлин Манро, Атином Карканис и Дејвоном Бостиком у главним улогама. Представља шести део у серијалу филмова Живи мртваци Џорџа Ромера, наставак Дневника живих мртваца из 2007. и за сада је последњи део у овом серијалу филмова, јер 7. део Ромеро још увек није званично најавио.
Филм прати групицу војника, који су на кратко приказани у Дневнику живих мртваца, и њихову борбу за опстанак. На почетку филма су у флешбеку на кратко приказани главни ликови из Дневника живих мртваца.

## Радња
Група од четворо војника, наилази на једног дечака, који такође бежи од зомбија и он их наговара да крену до острва чију је рекламу вудео на интернету. Ипак није све како стоји у реклами, јер се на острву води права борба између људи који сматрају да зомбије треба убити и оних који мисле да су то и даље њихови вољени, само оболели од неке чудне болести. Прву групу предводи Патрик О’Флин, коме се придружују и војници, док другу предводи Шејмус Малдун.
Након што дође до коначног обрачуна, троје људи, наредник Крокет, његова помоћница Томбој и дечко на ког су наишли успевају да побегну са острва, укрцају се на брод и отплове.

## Улоге
| Глумац              | Улога                     |
| ------------------- | ------------------------- |
| Алан ван Спранг     | Наредник „Никотин" Крокет |
| Кенет Велш          | Патрик О’Флин             |
| Кетлин Монро        | Џенет О’Флин Џејн О’Флин  |
| Ричард Фицпатрик    | Шејмус Малдун             |
| Атина Карканис      | Томбој                    |
| Стафани ди Матело   | Франциско                 |
| Џорис Џарски        | Чак                       |
| Ерик Волфи          | Кени Макдоналд            |
| Џулијан Ричингс     | Џејмс О’Флин              |
| Њејн Робсон         | Тавдри О’Флин             |
| Џошуа Пис           | Ди Џеј                    |
| Џорџ Стромбулополос | Гост у ТВ емисији         |